# Carabus splendens
Carabus splendens  (лат.) — вид жуков-жужелиц из подсемейства собственно жужелиц. Распространён в Европе. Обитают в хвойных и лиственных лесах на высоте до 1500 метров над уровнем моря, редко — до 2400 м. Длина тела имаго 28—30 мм. В виде выделяют около 15 цветовых вариаций.